# Anselmo Albareda

Wappen von Joaquín Anselmo María Albareda y Ramoneda

Joaquín Anselmo María Kardinal Albareda y Ramoneda OSB (* 16. Februar 1892 in Barcelona, Spanien; † 19. Juli 1966 ebenda) war ein Historiker, Archivar, Bibliothekar und Kurienkardinal der römisch-katholischen Kirche.

## Leben
Joaquín Anselmo María Albareda stammte aus einer Familie in bescheidenen Lebensumständen. Ab 1904 besuchte er das Gymnasium der Benediktinerabtei Montserrat, 1907 trat er in diesen Konvent ein. 1908 legte er die Einfache Profess ab. Er studierte Philosophie und Theologie in Montserrat. Es folgten von 1913 bis 1915 weiterführende Studien am Päpstlichen Athenaeum Sant’Anselmo in Rom, dort erlangte er das Lizentiat der Theologie. Am 7. Juli 1915 empfing er das Sakrament der Priesterweihe. Von 1915 bis 1921 arbeitete er unter anderem im Archiv der Abtei Montserrat. 1918, erst 26-jährig, wurde er Schriftleiter der wissenschaftlichen Zeitschrift Analecta Montserratensia. Von 1921 bis 1923 studierte er Paläographie, Diplomatik und Historische Hilfswissenschaften an der Bibliothekarsschule (Scuola Vaticana di Biblioteconomia) der Vatikanischen Apostolischen Bibliothek und bei Heinrich Finke in Freiburg im Breisgau. Danach kehrte er in seine Abtei zurück und war von 1923 bis 1936 deren Archivar. Zudem bestellte Abt Antonio María Marcet OSB ihn zum Seelsorger der Oblaten der Abtei.
1936 erhielt Anselmo Albareda die Berufung zum Präfekten der Vatikanischen Bibliothek. 1950 folgte die Ernennung zum Titularabt von Santa Maria de Ripoll. Am 19. März 1962 nahm ihn Papst Johannes XXIII. als Kardinaldiakon in das Kardinalskollegium auf und wies ihm drei Tage später die Titeldiakonie Sant’Apollinare alle Terme Neroniane-Alessandrine zu. Am 5. April 1962 ernannt er ihn zum Titularerzbischof von Gypsaria und weihte ihn am 19. April 1962; Mitkonsekratoren waren die Kurienkardinäle Giuseppe Pizzardo und Benedetto Aloisi Masella. In den Jahren von 1962 bis 1965 nahm Kardinal Albareda am Zweiten Vatikanischen Konzil teil.
Anselmo Albareda verfasste mehr als 100 ordensgeschichtliche, kirchengeschichtliche und buchgeschichtliche Aufsätze. Er starb am 19. Juli 1966 in Barcelona und wurde in der Krypta der Benediktinerabtei Montserrat beigesetzt.

## Auszeichnungen
- 1946: Großkreuz des Ordens Alfons X. des Weisen
- 1959: Großes Silbernes Ehrenzeichen mit dem Stern für Verdienste um die Republik Österreich[3]
- 1965: Großkreuz des Ordens San Raimundo de Penafort

## Schriften (nur Bücher, Auswahl)
- Manuscrits de la biblioteca de Montserrat. 1918.
- La Impremta de Montserrat (Segles XVè-XVIè). 1919.
- L’Arxiu antic de Montserrat. 1920.
- La congregació benedictina de Montserrat a l’Austria i a la Bohemia. 1924.
- La bibliografía dels monjos de Montserrat. Segle XVI. 1928.
- L’Abat Oliba. Fundador de Montserrat. 1931.
- Història de Montserrat. 1931.
- Bibliografia de la regla benedictina (1489–1929). 1933.
- Sant Ignasi a Montserrat. 1935.
- El llibre a Montserrat del segle XI al segle XX. 1985 (aus dem Nachlass).